# Paris–Roubaix 1953

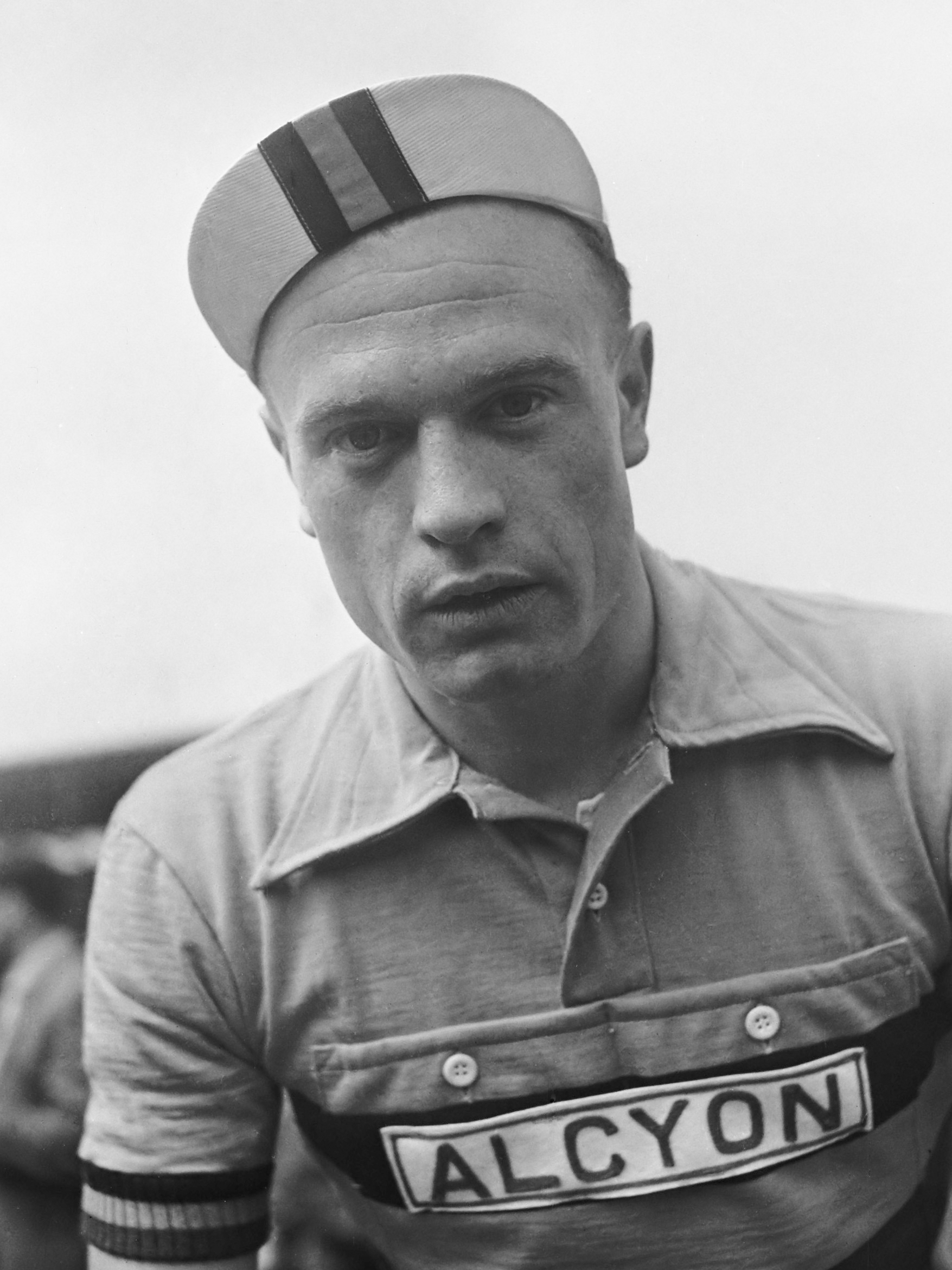
Germain Derycke

Das Eintagesrennen Paris–Roubaix 1953 war die 51. Austragung des Radsportklassikers und fand am Sonntag, den 12. April 1953, statt.
Das Rennen führte von Saint-Denis, nördlich von Paris, nach Roubaix, wo es im Vélodrome André-Pétrieux endete. Die Strecke war 245 Kilometer lang. Die Zahl der Starter und der im Ziel angekommenen ist unbekannt, von  75 Fahrern wurde die Zeit genommen. Germain Derycke absolvierte das Rennen mit einer Durchschnittsgeschwindigkeit von 43,320  km/h.
20 Kilometer vor dem Ziel führte eine Gruppe von fünf Fahrern: Donato Piazza, Wout Wagtmans, Germain Derycke, Raphaël Géminiani und Adolfo Grosso. Grosso und Géminiani fielen wegen Defekten an ihren Rädern zurück. Piazza machte einen erfolgreichen Ausreißversuch, und Derycke konnte ihm folgen. Die beiden Fahrer erreichten die Radrennbahn gemeinsam. Piazza zog davon, jedoch konnte ihn Derycke beim Schlusssprint passieren.